# Michel Layaz
 (août 2025).
Si vous disposez d'ouvrages ou d'articles de référence ou si vous connaissez des sites web de qualité traitant du thème abordé ici, merci de compléter l'article en donnant les références utiles à sa vérifiabilité et en les liant à la section « Notes et références ».
Michel Layaz, né le 15 août 1963 à Fribourg, est un écrivain suisse.

## Biographie
Après avoir obtenu sa licence ès lettres à l'Université de Lausanne en 1989, Michel Layaz enseigne tout en dirigeant, durant une dizaine d'années et avec d'autres personnes, "Aparté", une galerie d'art lausannoise consacrée à la fois aux artistes contemporains et à des productions d'artistes en marge.
Actuellement[Quand ?], Michel Layaz enseigne à temps partiel, à la fois à l'Institut littéraire suisse (Haute école d'art de Berne) et à l'EPCL (école professionnelle commerciale de Lausanne).
En 1992, il effectue un voyage de six mois autour du bassin méditerranéen. Quartier terre, son premier roman paraîtra en 1993. Il publie ensuite, après un séjour de trois mois à Malaucène Le café du professeur, aux Éditions L'Âge d'Homme. Ci-gisent, écrit dans la capitale italienne alors qu'il est membre de l'Institut suisse de Rome obtient le prix Édouard-Rod. Cofondateur en 1998 de l'éphémère et roborative revue Les Acariens, il change d'éditeur au début de l'année 2001 et publie Les Légataires aux Éditions Zoé. Il est depuis fidèle à cette maison d'édition (outre les publications en poche).
En 2003, la publication des Les Larmes de ma mère marque un tournant et fait connaître Michel Layaz en France. Pour ce livre, il reçoit le Prix Michel Dentan 2003 ainsi que le Prix des auditeurs 2004 de la Radio suisse romande. Début 2004, Michel Layaz publie aux Éditions Zoé Le Nom des pères et autres récits ainsi que La joyeuse Complainte de l'idiot qui rencontre un vif succès. En 2004, Michel Layaz obtient un des Prix culturel vaudois. Suivent de nombreux livres marquants : Les deux sœurs, Le Tapis de course, Louis Soutter, probablement qui placent Michel Layaz parmi les écrivains suisses incontournables.
Plusieurs de ses livres sont traduits en italien par Tommaso Gurrieri (Edizioni Clichy), en allemand par Yla Von Dach (Verlag die Brotsuppe) en anglais par Tess Lewis(Seagull Books) et en bulgare par Rennie Yotova.

## Œuvres
- Quartier terre, Éditions L'Âge d'Homme, 1993
- Le Café du professeur, Éditions L'Âge d'Homme, 1995
- Ci-gisent, Editions L'Âge d'homme, 1998
- Jusqu'à la prochaine fois, gravures d'Annette Barcelo, bilingue français - allemand, Bâle
- « Le Nom des pères » in Le corps évanoui, les images subites, Hazan, 1999.
- Les Légataires, Éditions Zoé, 2001.
- Les Larmes de ma Mère, Éditions Zoé, 2003, réédition en poche chez Points-Seuil, 2006
- La Joyeuse Complainte de l'idiot, Éditions Zoé, 2004, réédition chez Points-Seuil, 2011
- Le Nom des pères et autres récits, postf. de Guy Ducrey, Éditions Zoé, 2004
- Il est bon que personne ne nous voie, Éditions Zoé, 2006
- Cher Boniface, Éditions Zoé, 2009
- Deux sœurs, Éditions Zoé, 2011[3],[4]
- Le tapis de course, Éditions Zoé, 2013
- Louis Soutter, probablement, Éditions Zoé, 2016
- Sans Silke, Éditions Zoé, 2019[5]
- Les Vies de Chevrolet, Éditions Zoé, 2021

## Récompenses
- 1998 : Prix Édouard-Rod pour Ci-gisent, Éditions L'Age d'homme, 1998
- 1998 : Bourse culturelle Leenaards
- 2003 : Prix Michel Dentan pour Les larmes de ma mère, Éditions Zoé, 2003[5]
- 2004 : Prix des auditeurs de la RTS pour les Larmes de ma mère[6]
- 2004 : Prix culturel vaudois
- 2009 : Prix des Collégiens (du Canton du Valais) pour Cher Boniface
- 2017 : Prix suisse de littérature 2017, prix Bibliomedia et prix Régis de Courten pour Louis Soutter, probablement[6]
- 2019 : Prix Rambert pour Sans Silke

## Sources
- « Michel Layaz », sur la base de données des personnalités vaudoises sur la plateforme « Patrinum » de la Bibliothèque cantonale et universitaire de Lausanne.
- Histoire de la littérature en Suisse romande, sous la dir. de R. Francillon, vol. 4, p. 193-195, 197-199, 446
- A. Nicollier, H.-Ch. Dahlem, Dictionnaire des écrivains suisses d'expression française, vol. 2, p. 540
- 24 Heures, 2003/05/09, p. 20, 2004/10/01, p. 13
- entretien I. Martin, in Le Temps/Samedi culturel 17 mai 2003, p. 41
- Entretien avec l'écrivain in Le matricule des anges no 100 février 2009, p. 32-35